# 青岛三江会馆
36°04′12.8″N 120°19′04.4″E / 36.070222°N 120.317889°E
青岛三江会馆旧址是位于中国山东省青岛市市南区四方路10号的一座会馆建筑，建成于1907年，现仅有议事厅保留，现为青岛市文物保护单位。

## 历史

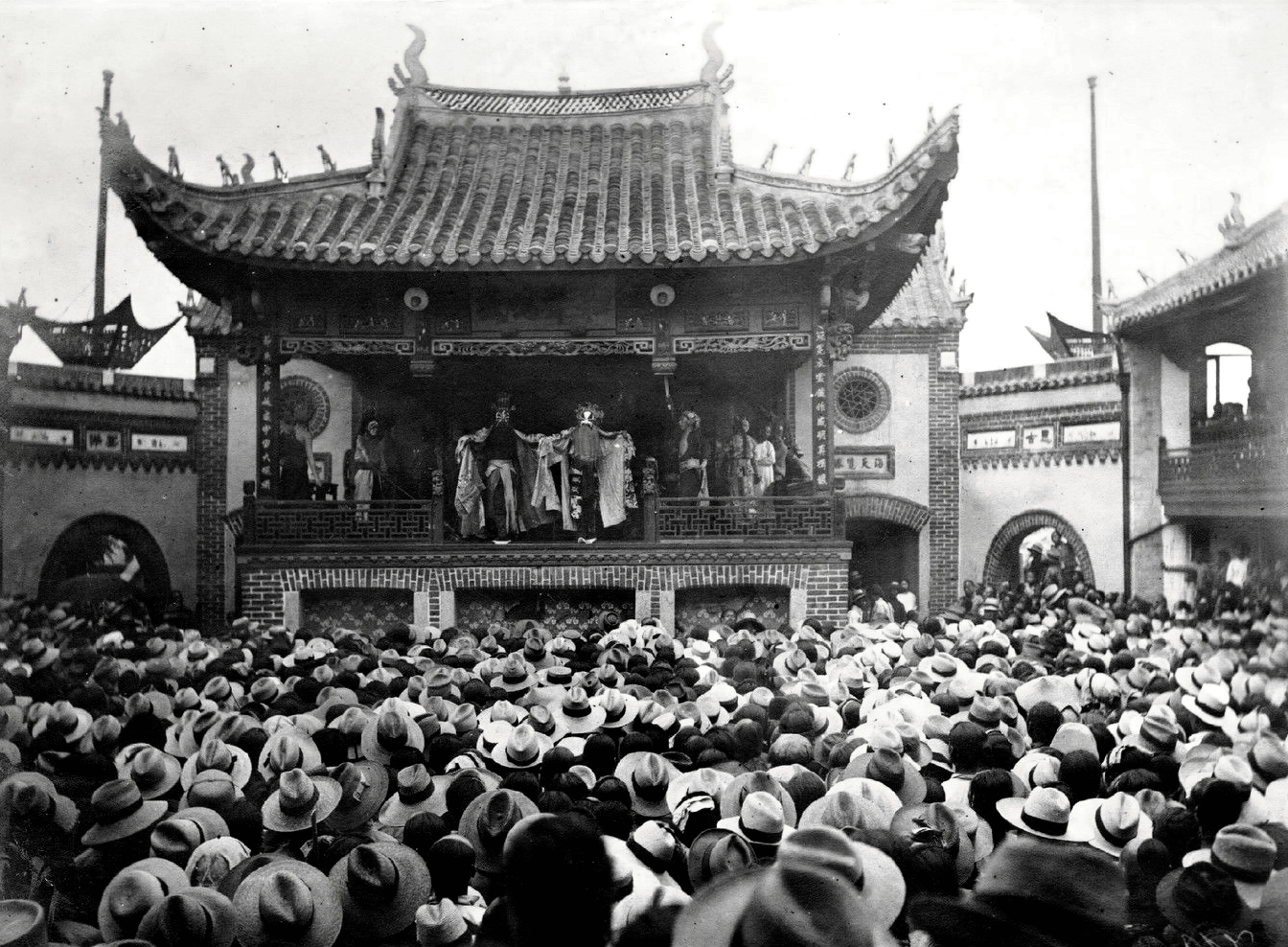
三江会馆内的戏剧演出

青岛三江会馆为江浙商人周宝山、丁敬臣等于1900年代所发起创立，参加该会馆者多为长江下游的江苏、浙江、江西、安徽四省籍商人。因江苏与安徽原为江南省，故与浙江、江西合称“三江”。1907年5月，位于大鲍岛华人区的三江会馆馆址建成，山东巡抚杨士骧与胶澳总督都沛禄出席落成典礼。会馆订立明文馆规，推举总董一人、正董三人，各省商人各选帮董一人，各行帮推举首领一人，同时设书记一人、助手一人负责簿记。正董、帮董、首领每周日下午三时聚集于会馆议事。
1910年，青岛华商商务总会在三江会馆成立。辛亥革命后，许多原清廷高官避居青岛，其中不乏四省人士，三江会馆的地位因此进一步提高。1912年9月孙中山访问青岛时，曾于9月30日上午在三江会馆出席欢迎会。
1920年，三江会馆在馆址内开办了三江旅青私立小学（三江小学），是青岛最早的由中国人开办的私立小学。朱启泰任校长，有教室3间，办公室1间，杂用室若干，至1924年有教职员9人，学生121人。最初仅招收四省在青人士子女，后来才面向全社会招生。约1930年代，三江会馆后侧临济宁路的地块建起了三江里，在大鲍岛里院中属建筑质量优良者，月租金达12元，也是大鲍岛里院中租金最高的。其中住户多为四省人士，临街店面中曾有三江平民施医所及各种商铺。

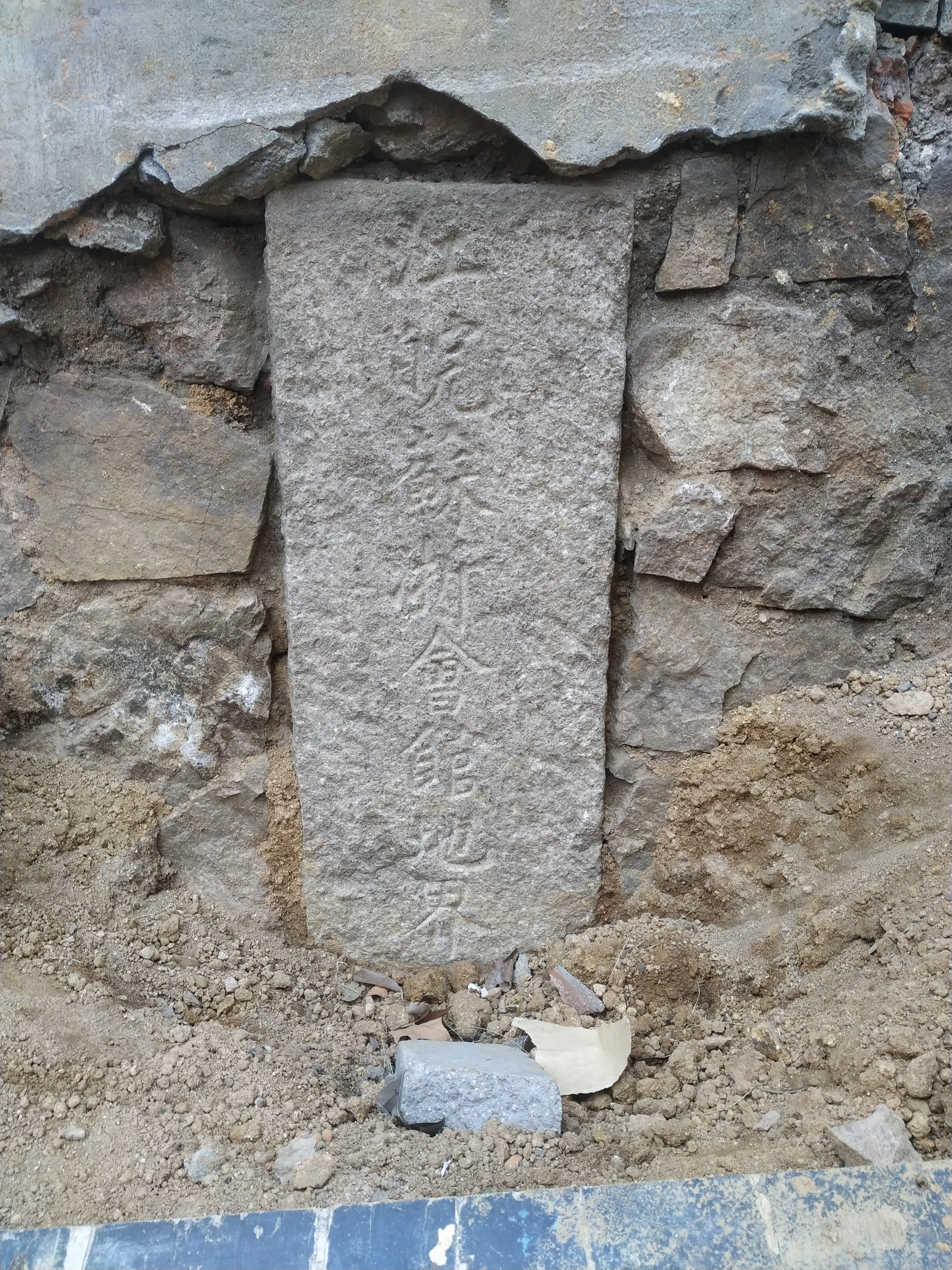
三江会馆界碑，2021年1月

三江会馆馆址曾一度成为青岛华人的集会场所，馆内戏楼曾为青岛市区内最大的戏楼。青岛多名银行高级职员曾于1928年组织京剧票友社团“和声社”，自1933年起由中国银行、交通银行、福顺德银号和义聚和银号出资租赁三江会馆部分房间作为会址，并在此举办演出。言菊朋、周信芳等京剧名家曾以名誉会员身份在青岛演出，老舍、洪深、俞珊在青岛时也曾为会员。
三江会馆历任会长曾有浙江慈溪人周宝山、江苏江都人丁敬臣、浙江宁波人郑章华等人。1949年后，会馆逐渐停止活动。1952年，原三江会馆开办的三江小学与广东会馆开办的岭南小学合并为公立芝罘路小学，将三江会馆、广东会馆两院落打通作为校舍。1978年，三江会馆临芝罘路一侧的部分建筑被拆除以建设教育局教师宿舍和工业局宿舍。1987年，芝罘路小学撤销，次年9月解散。芝罘路小学撤销后，市南区辅读学校由四川路第一小学址迁至此处。1988年拆除部分平房教室，新建三层教学楼，1989年竣工。原三江会馆议事厅、广东会馆旧址改为学校勤工俭学用房。2010年代此处曾为青岛三江学校所使用，2012年改作他用。2009年7月27日列入第一批市南区文物保护单位。2018年改为市南区四方路幼儿园址至今。
2021年1月，黄岛路片区管线基础设施施工期间，施工单位在济宁支路发现了刻有“江皖苏浙会馆地界”字样的三江会馆界碑，市南区历史城区保护发展局、市南区档案馆人员对界碑进行了挖掘和保护工作。
2023年8月10日，三江会馆遗留建筑列入第十一批青岛市文物保护单位。

## 建筑特色
建成之初的三江会馆建筑正门向西面对芝罘路，北临四方路，东侧与济宁路隔有一块空地（后来用于建设三江里），为一座典型的中国传统建筑。临街正面中央为一面巨大的影壁，入口设于影壁两侧。正门内侧院内立有两根带有刁斗的旗杆，其后方为戏楼，西楼下挂“和声鸣盛”牌匾。戏楼与对面的正房议事厅以及两侧的厢房合围成会馆主院落。整个建筑群具有江浙地区风格。三江会馆建成后不久，广东会馆紧邻其南侧建成。三江会馆建筑群现仅余议事厅。

## 图集
- 三江会馆与右侧的广东会馆
- 三江会馆戏楼
- 议事厅
- 三江小学
- 1910年青岛华商商务总会成立时在三江会馆议事厅前合影，前排左六为商会总理傅炳昭
- 自观象山西坡俯瞰大鲍岛，最近处临济宁路的三栋建筑从左至右分别为广东会馆、三江会馆和柏林传教会爱道院，约1914年
- 三江会馆议事厅旧址及四方路10号大门，2017年
- 三江会馆议事厅旧址及四方路10号大门，2021年